# Ковалёв, Юрий Фёдорович
Ю́рий Фёдорович Ковалёв (6 февраля 1934, Орехово-Зуево, Московская область — 25 сентября 1979, Москва) — советский футболист, полузащитник (ранее — нападающий). Мастер спорта СССР (1957). В национальной сборной СССР сыграл лишь один матч в 1957 году, однако был включён в состав сборной на финальный турнир I Кубка Европы в 1960 году, в котором команда СССР одержала победу.

## Биография
Известен по выступлениям за футбольный клуб «Локомотив» (Москва) в 1954—1959 и 1962—1965. После серебряного для «Локомотива» 1959 года Ковалёв перешёл в киевское «Динамо» в надежде, что оттуда быстрее попадет в сборную, спустя год он выступал за ЦСКА, а затем вернулся обратно в «Локомотив».
Всего в высшей лиге СССР сыграл в 240 матчах, забил 29 мячей.
После завершения игровой карьеры, не получив возможности работать в «Локомотиве» на тренерской должности, однако имея высшее образование, Ковалёв пошёл рабочим на АЗЛК, потом освоил специальность монтажника и в футбол так и не вернулся.

## Выступления за сборную
Сыграл один матч в составе сборной СССР:
- 24 ноября 1957. Дополнительный отборочный матч VI чемпионата мира. Польша — СССР, 0:2. 90 минут

В 1959 году сыграл три матча за олимпийскую сборную СССР.
Несмотря на практически постоянные приглашения на сборы национальной команды Юрий Ковалёв не смог получить твёрдое место в составе сборной СССР. Это объясняется тем, что весь левый фланг команды уже был занят признанными специалистами своего амплуа: левый полузащитник — Нетто, левый полусредний — Сальников, левый крайний — Ильин, а затем Месхи.

## Достижения
Командные
- «Локомотив» (Москва)

Обладатель Кубка СССР: 1957
Серебряный призёр чемпионата СССР: 1959
- «Динамо» (Киев)

Серебряный призёр чемпионата СССР: 1960
- Сборная СССР

Чемпион Европы: 1960
Личные
- В списках 33 лучших футболистов сезона в чемпионате СССР (4): № 2 — 1957; № 3 — 1956, 1958, 1959